# Pârâul Alb, Tărlung
Pârâul Alb este un curs de apă, afluent al râului Valea Cailor. 